# 45 Herculis
45 Herculis, som är stjärnans Flamsteed-beteckning, är en ensam stjärna i den sydvästra delen av stjärnbilden Herkules, som också har Bayer-beteckningen l Herculis och variabelbeteckningen V776 Herculis. Den har en genomsnittlig skenbar magnitud på ca 5,22 och är svagt synlig för blotta ögat där ljusföroreningar ej förekommer. Baserat på parallaxmätning inom Hipparcosuppdraget på ca 8,2 mas, beräknas den befinna sig på ett avstånd på ca 400 ljusår (ca 122 parsek) från solen. Den rör sig närmare solen med en heliocentrisk radialhastighet på ca -16 km/s.

## Egenskaper
45 Herculis är en blå till vit stjärna i huvudserien av spektralklass B9p Cr. Abt och Morrell (1995) klassade den som A1 Vp Si, men båda förslagen anger att den är en kemiskt speciell stjärna av B- eller tidig A-typ, eller Ap-stjärna, med överskott av krom eller kisel. Den har en massa som är ca 2,9 solmassor, en radie som är ca 4,9 solradier  och utsänder ca 120 gånger mera energi än solen från dess fotosfär vid en effektiv temperatur på ca 9 300 K.
45 Herculis är en roterande variabel av Alfa2 Canum Venaticorum-typ (ACV), som varierar mellan visuell magnitud +5,21 och 5,27 med en period av 2,05829 dygn.